# Zhao Kuo
Zhao Kuo (趙括; mort el 260 aEC) va ser un general de l'estat de Zhao del període dels Regnes Combatents, fill del famós general Zhao She, durant l'èpica batalla de Changping entre els estats de Zhao i Qin de l'antiga Xina.
Zhao Kuo va ser enviat per ordres del Rei Xiaowen de Zhao al camp de batalla a reemplaçar l'anterior general, el famós comandant Lian Po. El rei, sota la influència de diversos dels seus cortesans (molts dels quals es creu que havien estat subornats per emissaris de Qin), i fent cas omís dels consells del seu ministre més important, Lin Xiangru, va quedar insatisfet amb l'estratègia defensiva de Lian: mentre Lian Po era al comandament, ell establia campaments, construïa forts, i romania en ells, no responent a cap de les provocacions o esquers dels enemics dissenyats per aconseguir que el seu exèrcit eixís al camp de batalla. Això es va perllongar durant diversos anys, i el rei va considerar que el moment de l'acció decisiva ha arribat.
Segons els Registres del Gran Historiador, tan aviat com la mare de Zhao Kuo va sentir que ell anava al front, ell de seguida anà al Rei i el va contar aquesta rondalla: un dia, quan el traspassat Zhao She i Zhao Kuo estaven parlant de tàctiques militars i jugant als escacs xinesos, ella es va sorprendre en veure al fill superant diverses vegades al seu pare, que tenia més experiència. Això no obstant, Zhao She no va restar impressionat. Quan ella va preguntar per què, Zhao She va dir, "Aquest noi tracta una batalla com si fos un joc d'escacs; els seus homes són com a mers peons que pot sacrificar el seu gust. Totes les seves tàctiques es basen en els llibres que va llegir, de manera que no sap un mos de com és la guerra real! (Açò es va desenvolupar en la dita xinesa 纸上谈兵 o participar en la "guerra de paper".) Ell mai podrà comandar cap exèrcit." Això no obstant, la llegenda és en gran manera considerada com un gra de sal pels historiadors que refutar la seva lògica i credibilitat. Molts estudiosos consideren que la font servia com a propòsit de la propaganda de l'Estat de Qin.